# No Room for Squares
Albums de Hank Mobley
Another Workout
(1961) Straight No Filter
(1963)
No Room for Squares est un album du saxophoniste de jazz Hank Mobley enregistré en 1963 et sorti en 1964.

## Accueil critique
Pour le critique d'AllMusic Thom Jurek "ces huit titres ont une fluidité similaire et nous offre une approche très naturaliste et réaliste aux racines du hard bop. Un album vivement recommandé". 

## Titres
| 1.    | Three Way Split        | Hank Mobley | 7:49 |
| 2.    | Carolyn                | Lee Morgan  | 5:30 |
| 3.    | Up a Step              | Mobley      | 8:31 |
| 4.    | No Room for Squares    | Mobley      | 6:57 |
| 5.    | Me 'N You              | Morgan      | 7:17 |
| 6.    | Old World, New Imports | Mobley      |      |
| 42:12 |                        |             |      |

| 7. | Carolyn (prise alternative)             | 5:35 |
| 8. | No Room for Squares (prise alternative) | 6:45 |

## Musiciens
- Hank Mobley – saxophone ténor
- Lee Morgan - trompette (titres 1, 2, 4, 5, 7, 8)
- Donald Byrd - trompette (titres 3, 6)
- Andrew Hill - piano (titres 1, 2, 4, 5, 7, 8)
- Herbie Hancock - piano (titres 3, 6)
- John Ore - contrebasse (1, 2, 4, 5, 7, 8)
- Butch Warren - contrebasse (titres 3, 6)
- Philly Joe Jones - batterie